# Worthington Industries
Worthington Industries, Inc., tidigare The Worthington Steel Company, är ett amerikanskt multinationellt verkstadsföretag som tillverkar olika produkter av metall, främst tuber och behållare för gas; byggnadsstommar och trappor, åt kunder i fler än 70 länder världen över.
Företaget grundades 1955 som The Worthington Steel Company i Columbus i Ohio av John H. McConnell. 1968 blev de ett publikt företag. 1971 bytte företaget namn till det nuvarande. 2000 blev Worthington listad på New York Stock Exchange (NYSE).
De har fortfarande kvar sitt huvudkontor i Columbus i Ohio.